# Mohammed Mohandis
Mohammed Mohandis, né le 28 juin 1985 à Gouda (Pays-Bas), est un homme politique néerlando-marocain.

## Biographie
Mohammed Mohandis naît à Gouda aux Pays-Bas au sein d'une famille marocaine.

### Carrière politique
Après une rencontre à un jeune âge avec des membres du conseil municipal, où Mohandis dit avoir eu le sentiment de ne pas être compris, il décide de devenir lui-même politiquement actif. À dix-sept ans, il rejoint le Parti travailliste et devient membre des Jeunes Socialistes, dont il fonde la branche de Gouda. À vingt ans, il est élu au conseil municipal de Gouda avec 1365 votes de préférence.
En 2009, il termine ses études en gestion de la communication, et peu après, il est élu président national des Jeunes Socialistes. Lors des élections municipales de 2010, il est à nouveau élu au conseil municipal de Gouda, et il figure à la 35e place de la liste des candidats du Parti du Travail (PvdA) pour les élections législatives de cette année-là. Comme le PvdA obtient alors 30 sièges, il n'est pas élu. Lors des élections législatives du 12 septembre 2012, il est à la 33e place de la liste des candidats et le PvdA remporte 38 sièges, ce qui le fait élire député. Il est assermenté le 20 septembre 2012. Il annonce qu'il va céder son siège au conseil municipal de Gouda avant la fin de 2012 pour pouvoir se concentrer pleinement sur son mandat de député. Après sa période parlementaire, il devient à nouveau conseiller municipal pour quatre ans.
Depuis 2015, Mohandis est membre du Conseil de Surveillance de la Fondation GoudApot. Mohandis termine en 2019 ses études en administration publique à l'Université de Leyde.
Lors des élections législatives de 2021, Mohandis est onzième sur la liste du PvdA. Le parti remporte neuf sièges à ces élections, ce qui ne lui permet pas d'entrer directement à la Chambre. Le 2 juin 2022, à la suite du départ de Lilianne Ploumen, il devient néanmoins député,. Le 22 novembre 2023, il est réélu député via la liste GroenLinks-PvdA.
En février 2024, à l'âge de 38 ans, il obtient un diplôme en natation professionnelle,.